# Peliococcus balteatus
Peliococcus balteatus är en insektsart som först beskrevs av Green 1928.  Peliococcus balteatus ingår i släktet Peliococcus och familjen ullsköldlöss. Arten är reproducerande i Sverige. Inga underarter finns listade i Catalogue of Life.